# 宮崎県道207号岩戸延岡線
宮崎県道207号岩戸延岡線（みやざきけんどう207ごう いわとのべおかせん）は、宮崎県西臼杵郡高千穂町から延岡市に至る一般県道である。

## 概要
西臼杵郡高千穂町大字岩戸から九州山地を越えて延岡市富美山町に至る。
西臼杵郡高千穂町上岩戸から延岡市北川町川内名上祝子までの区間は未開通であり、通過予定の西臼杵郡日之影町内において供用区間は存在しない。

### 路線データ
- 起点：西臼杵郡高千穂町大字岩戸（宮崎県道204号下野鹿狩戸線交点）
- 終点：延岡市富美山町（宮崎県道16号稲葉崎平原線交点）

## 歴史
- 1959年（昭和34年）6月1日 - 宮崎県告示第226号[1]により路線認定。当時の整理番号は17。
- 1972年（昭和47年）11月 - 宮崎県道207号岩戸延岡線（一般県道）となる。
- 2024年（令和6年）4月11日 - 宮崎県告示第219号により終点位置が祝子橋南詰交差点から延岡市富美山町に変更[2]。

## 地理

### 通過する自治体
- 西臼杵郡高千穂町
- 西臼杵郡日之影町[注釈 1]
- 延岡市

### 交差する道路
| 交差する道路                              | 市町村名 | 市町村名 | 交差する場所 | 交差する場所 |
| ----------------------------------------- | -------- | -------- | ------------ | ------------ |
| 宮崎県道204号下野鹿狩戸線                 | 西臼杵郡 | 高千穂町 | 大字岩戸     | 起点         |
| 未供用区間                                |          |          |              |              |
| 広域農道沿海北部地区 / 日豊グリーンライン | 延岡市   | 延岡市   | 宇和田町     |              |
| 国道10号 / 延岡道路                       | 延岡市   | 延岡市   | 宇和田町     | [ 注釈 2 ]   |
| 宮崎県道16号稲葉崎平原線                  | 延岡市   | 延岡市   | 富美山町     | 終点         |

### 沿線
- 芹野谷
- 祝子ダム
- 祝子川
- 祝子川温泉
- 延岡市立黒岩小学校
- 延岡市立黒岩中学校
- 旭化成不織布工場